# Freek Golinski
Freek Golinski (* 19. Juni 1991) ist ein belgischer Badmintonspieler. 

## Karriere
Freek Golinski wurde 2009 und 2010 belgischer Juniorenmeister im Herrendoppel, 2010 zusätzlich auch im Herreneinzel. 2010 wurde er flämischer Meister im Herrendoppel, 2011 erstmals nationaler Titelträger im Doppel mit Matijs Dierickx. Beide starten gemeinsam auch bei der Weltmeisterschaft des letztgenannten Jahres, schieden dort jedoch schon in der ersten Runde aus. 2025 gewann er die Belgische Badmintonmeisterschaft 2025.